# Faber Lake
Faber Lake är en sjö i Kanada.   Den ligger i territoriet Northwest Territories, i den centrala delen av landet, 3 300 km nordväst om huvudstaden Ottawa. Faber Lake ligger 213 meter över havet. Arean är 418 kvadratkilometer. Den sträcker sig 29,8 kilometer i nord-sydlig riktning, och 28,4 kilometer i öst-västlig riktning.
Trakten runt Faber Lake är nära nog obefolkad, med mindre än två invånare per kvadratkilometer.